# طبقه اجتماعی

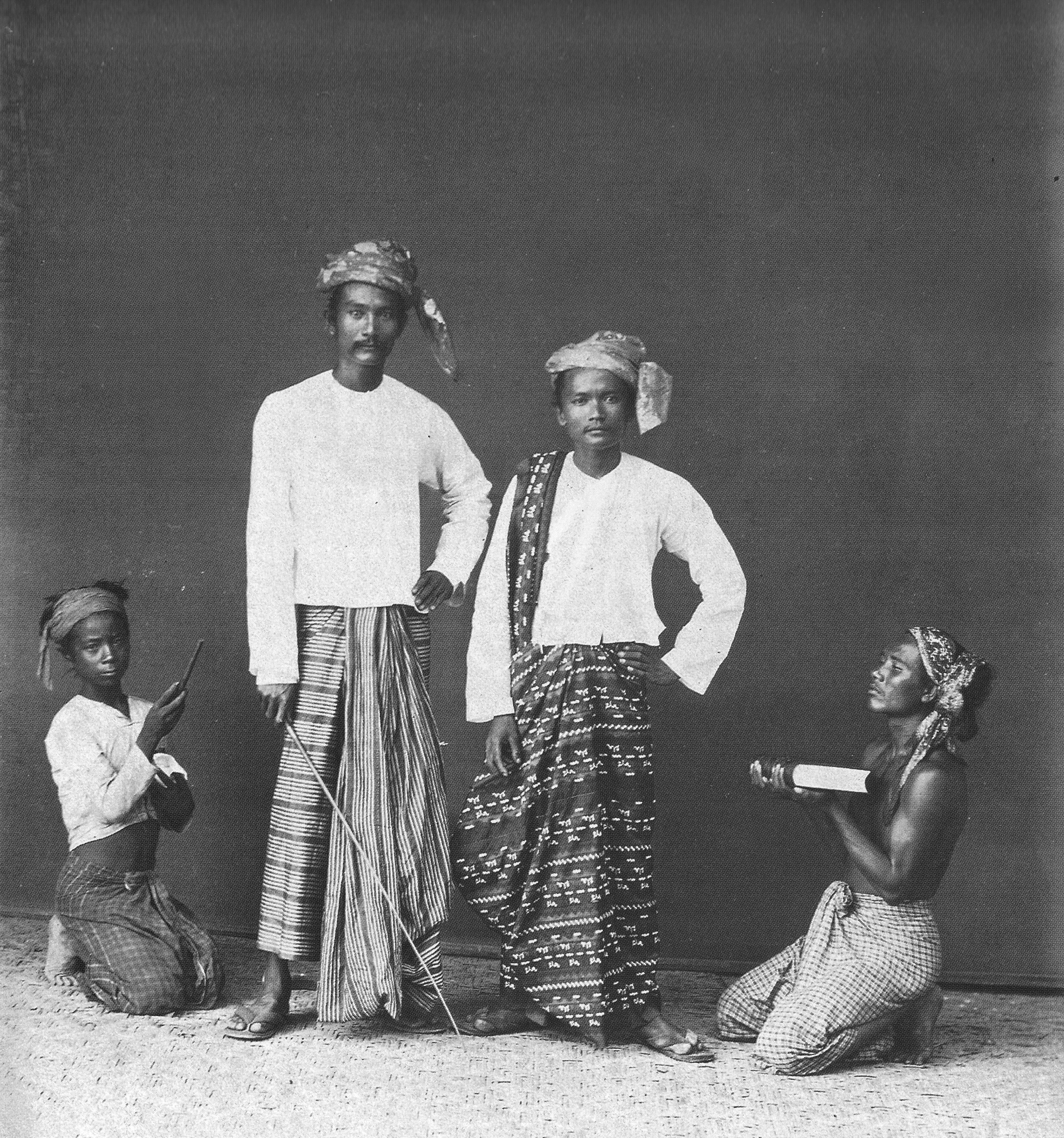
قشربندی اجتماعی در دههٔ ۱۹۰۰ میلادی در میانمار.

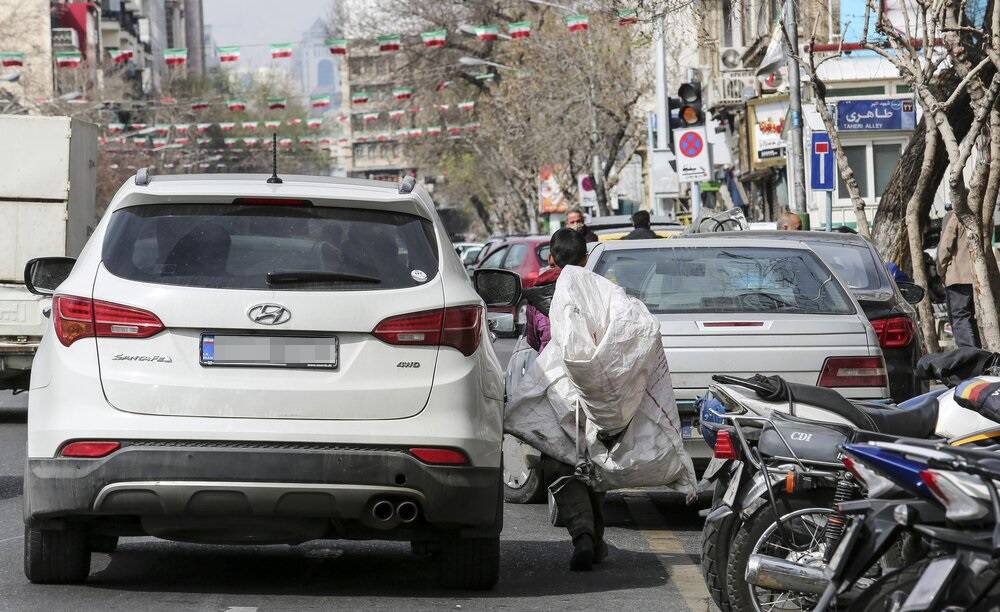
یک زباله‌گرد ایرانی در کنار یک ماشین گران‌قیمت

طبقه اجتماعی یا پِشک (به انگلیسی: Social class) (کلاس اجتماعی) نوعی قشربندی است که در آن قشرها بر اساس مقررات قانونی ایجاد نشده‌اند و عضویت بر مبنای موقعیت موروثی است. طبقه اجتماعی گروه‌بندی وسیعی از افراد است که دارای منابع اقتصادی مشترکی هستند. نظام‌های طبقاتی انعطاف‌ناپذیرترین نظام‌های قشربندی به شمار می‌روند. ازدواج میان گروهی بین افراد متعلق به طبقات مختلف محدودیت‌هایی رسمی دارد.
طبقه هر فرد در هنگام تولد انتسابی است. تحرک اجتماعی صعودی یا نزولی در ساخت طبقاتی معمول نیست. طبقات به تفاوت‌های اقتصادی میان گروه‌بندی‌های افراد و نابرابری در تملک و کنترل منابع مادی بستگی دارند. طبقات اقتصادی معمولاً از حیث میزان برخورداری از ثروت یا متوسط درآمد تفکیک شده‌اند. نظام‌های طبقاتی اساساً از طریق ارتباطات گسترده غیرشخصی عمل می‌کنند. بنیان اصلی اختلافات طبقاتی همانا تفاوت در ثروت و شغل است. ثروت‌مندان، تاجران، کارفرمایان، صاحبان صنایع و مدیران اجرایی معمولاً در طبقه بالا قرار دارند. کارمندان و کارکنان متخصص حرفه‌ای طبقه متوسط را تشکیل می‌دهند. طبقه کارگر معمولاً در کارهای یدی و مشاغل کشاورزی و حمل و نقل اشتغال دارند. در بعضی جوامع فئودالی روابط بین طبقات رابطه بهره‌کشی است. در کشورهای اسکاندیناوی، به رغم توزیع عادلانه ثروت، اختلافی طبقاتی وجود دارد و همگان از شرایطی برابر برخوردار نیستند.

## انواع طبقه

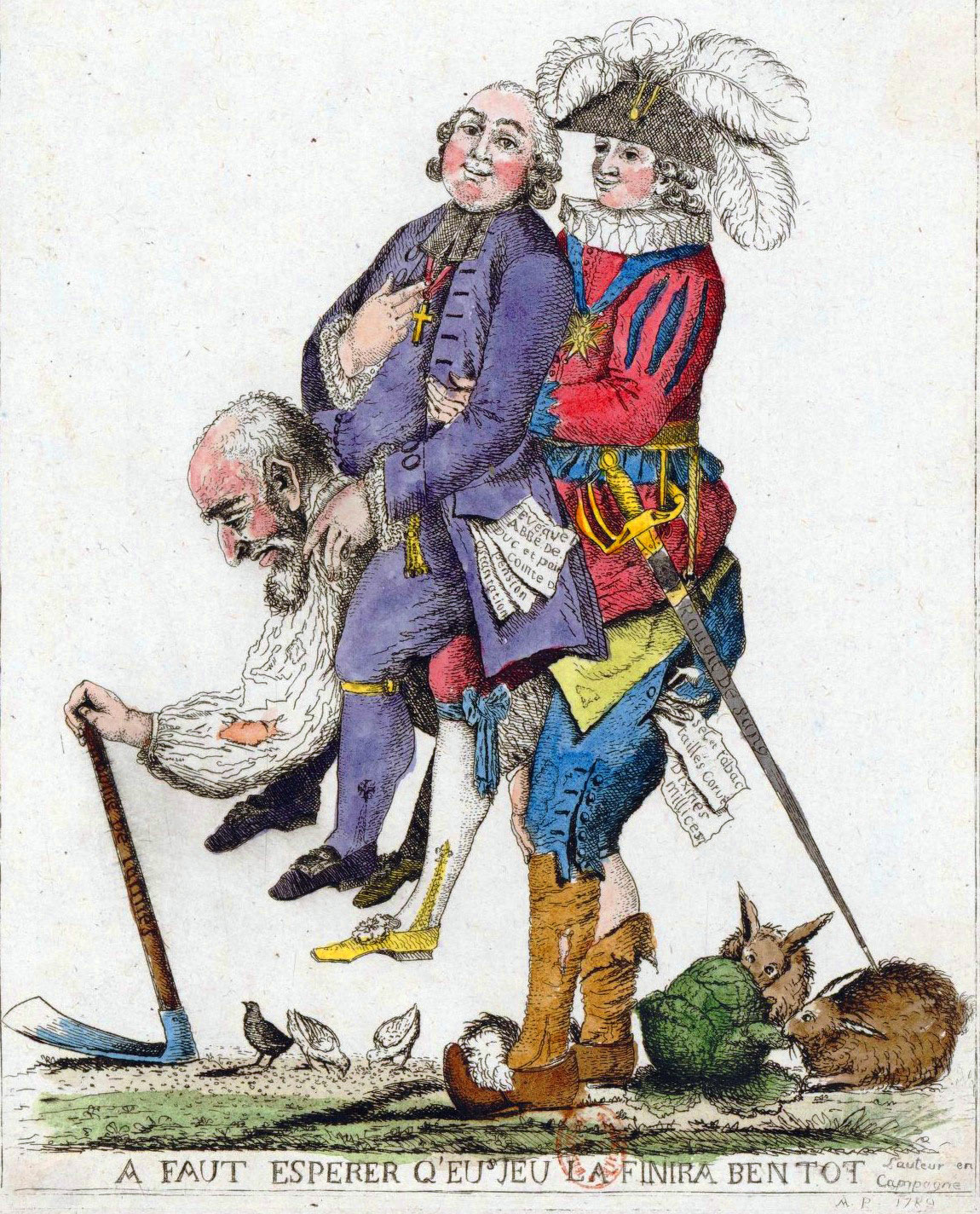
یک کاریکاتور سیاسی فرانسوی (۱۷۸۹) که نشان می‌دهد از سه طبقهٔ اجتماعی، طبقهٔ روستایی بار حمل دو طبقهٔ روحانیت و اشراف را به دوش می‌کشد.

به‌طور کلی جامعه‌شناسان سه طبقهٔ اجتماعی را مشخص می‌کنند:
- طبقهٔ ممتاز: این طبقهٔ بخشِ کوچکی از جمعیت را تشکیل می‌دهد .(حدودِ ۱۰ درصد) و چندان موردِ توجهِ جامعه شناسان نبوده‌است. این طبقه شاملِ اشرافِ زمین‌دار و کسانی است که از راه مالکیت بر زمین، تجارت، مستغلات و امثالِ آن امرار معاش می‌کنند و مارکسیست‌ها، آن‌ها را بورژوازی می‌نامند. مستخدمانِ عالی رتبهٔ دولت، رؤسای نیروهای نظامی و اعضای حکومت را نیز می‌توان در همین ردیف جای داد.
- طبقهٔ متوسط (میانی): این طبقه را کارگرانِ متخصص و کارمندان تشکیل می‌دهند؛ مثلاً معلمان، پزشکان، استادانِ دانشگاه، روحانیون، مدیرانِ کارخانه‌ها، کارکنانِ دفتری، مستخدمانِ دولت و غیره. بر اساس نظریه پارادوکس منافع، طبقه متوسط ۴۰ درصد از جمعیت هر جامعه‌ای را شامل می‌شود که از ۱۰ درصد ممتاز ثروت کمتری داشته و از ۵۰ درصد فقیر جامعه، ثروت بیشتری در اختیار دارند. به عبارتی دیگر، طبقه متوسط دهک‌های ۶ تا ۹ را شامل می‌شود.[۲]
- طبقهٔ کارگر: این طبقه از کارکنانِ خدمات و کارگرانِ یدی مثلاً پیشخدمت، آشپز، مکانیکِ اتوموبیل، بنا، رفتگر، کارگرانِ کارخانه‌ها و غیره تشکیل می‌شود که مارکس ایشان را پرولتاریا نامید.

## مزیت اجتماعی
مزایای اجتماعی یا امتیاز اجتماعی در اصطلاح دانش جامعه‌شناسی، ویژگی باارزش کمیابی است که دست‌یابی به آن‌ها با محرومیت نسبی دیگران همراه باشد. ثروت، قدرت و احترام از مهم‌ترین مزایای اجتماعی به‌شمار می‌آیند. مزایای اجتماعی به صورت نابرابر تقسیم می‌شوند تا ایفای نقش ساده‌تر شود. سهم فرد از مزایای اجتماعی با فعالیت، آموزش، اشتغال و عضویت در تشکل‌های مدنی یا ازدواج افزایش می‌یابد.
مزیت رفاهی نوعی از مزیت اجتماعی است که همه باید حق داشتن ان را داشته باشند ولی بعضی‌ها به سختی و بعضی به صورت خیلی آسان از ان بهره‌مند هستند به عنوان مثال کودکان و نوجوانان حق این را دارند که به مدرسه بروند و دانش بیاموزند.